# Courtney Babcock
Courtney Babcock (* 30. Juni 1972 in Chatham-Kent, Ontario) ist eine kanadische Mittel- und Langstreckenläuferin.
2000 wurde sie kanadische Meisterin im Crosslauf, 2001 und 2002 über 5000 m und 2002 und 2003 über 10.000 m. Bei den Leichtathletik-Weltmeisterschaften 2001 in Edmonton schied sie über 5000 m im Vorlauf aus, und bei den Commonwealth Games 2002 in Manchester und der WM 2003 in Paris/Saint-Denis wurde sie jeweils Achte.
2004 startete sie bei den Olympischen Spielen in Athen über 1500 m und 5000 m, scheiterte aber jeweils im Vorlauf. Bei den Commonwealth Games 2006 in Melbourne wurde sie Siebte über 5000 m.
Courtney Babcock ist 1,63 m groß und wiegt 50 kg. Die Tochter des Eishockey-Spielers Larry Babcock studierte an der University of Michigan. Sie ist verheiratet, hat einen Sohn und ist derzeit Trainerin der Crosslauf-Mannschaft der University of Montana.

## Persönliche Bestzeiten
- 1500 m: 4:01,99 min, 5. September 2003, Brüssel
- 1 Meile: 4:27,68 min, 15. September 2002, San Francisco
  - Halle: 4:35,16 min, 13. Februar 2009, Fayetteville
- 3000 m: 8:43,18 min, 19. Juli 2002, Monaco
  - Halle: 9:03,48 min, 28. Januar 2006, Boston
- 5000 m: 14:54,98 min, 30. August 2003, Paris (aktueller kanadischer Rekord)
- 10.000 m: 31:44,74 min, 2. Mai 2003, Palo Alto (aktueller kanadischer Rekord)